# サンティアゴ・ヘンティレッティ
サンティアゴ・ヘンティレッティ（Santiago Gentiletti, 1985年1月9日 - ）は、アルゼンチン・サンタフェ州出身の元サッカー選手。現役時代のポジションはディフェンダー。

## 経歴

### クラブ
2003年にヒムナシア・ラ・プラタとユース契約を交わし、2005年4月9日に行われたベレス・サルスフィエルド戦でトップチームデビューを果たした。チリのクラブへ2度のレンタルを経験し、最終的にヒムナシアで53試合に出場した。
2010年1月、アルヘンティノス・ジュニアーズへ移籍。16試合に出場し、2010クラウスーラでの優勝を果たした。
2011年8月13日にフランス・リーグ・アンのスタッド・ブレストへ2年間のレンタル移籍を果たした。しかしブレストではレギュラーを獲得できず15試合の出場に留まり、2年間のレンタル契約を1年で終了することとなった。
2012年、サン・ロレンソへ移籍。ファブリシオ・フォンタニーニとCBのコンビを組み、2014シーズンのコパ・リベルタドーレスでは決勝でパラグアイのクラブ・ナシオナルを合計2-1で破り、クラブ史上初となるコパ・リベルタドーレス優勝に貢献した。
2014年8月、イタリア・セリエAのSSラツィオへ移籍。2016年7月18日、ジェノアCFCへ移籍した。
2018年8月29日、セグンダ・ディビシオンのアルバセテ・バロンピエへ移籍した。
2019年6月25日、ニューウェルズ・オールドボーイズに移籍した。
2021年7月12日、現役引退を表明した。

## タイトル

### クラブ
アルヘンティノス・ジュニアーズ
- プリメーラ・ディビシオン : 2009-10C

サン・ロレンソ
- プリメーラ・ディビシオン : 2013-14I
- コパ・リベルタドーレス : 2014